# ناظم بك
ناظم بك أو الدكتور ناظم بك (من مواليد 1870 في سالونيكا (سلانيك) - توفي عام 1926) كان سياسيًا وطبيبًا ومُنظرًا تركيًا مولودًا في العهد العثماني. لعب الدكتور ناظم دورًا مهمًا في الإبادة الجماعية للأرمن وطرد اليونانيين البونتيك في غرب الأناضول. أدين بمحاولة اغتيال أتاتورك في إزمير وشنق في أنقرة في 26 أغسطس 1926. كما شغل منصب رئيس نادي نادي فنربختشة الرياضي التركي بين عامي 1916 و1918.

## النشأة وحروب البلقان
هو من دونمة، وقد ولد ونشأ في سالونيكا. كانت عائلته من سكان المدينة لفترة طويلة، ونجحت في إدارة العديد من الشركات وكان هو نفسه مديرًا لمستشفى.
كان ناظم قد انضم إلى حركة تركيا الفتاة، وعندما احتل اليونانيون سالونيكا في أكتوبر 1912 أثناء حروب البلقان، سُجن لمدة 11 شهرًا في أحد سجون أثينا كقومي تركي. أساء الحراس إليه وأخبروه أن أسرته قد قُتلت، وأن إسطنبول محتلة بالفعل، في حين أن الأناضول ستقع قريبًا في يد اليونانيين. تم إرساله إلى سميرنا (الآن إزمير) بعد طلب من جمعية الاتحاد والترقي، وقد انزعج بشدة من مصير عائلته (ومصير ابنته الرضيعة) والنفي من مسقط رأسه. وفي مقالات الصحف، لفت الانتباه إلى الأعمال الوحشية التي ارتكبت ضد المسلمين ودعا إلى "الانتقام بقية المسيحيين العثمانيين". كانت الهزيمة العثمانية والتطهير العرقي للمسلمين مؤلمة لكثير من أعضاء تركيا الفتاة وأدت إلى الرغبة في الانتقام؛ لقد تحول "ناظم" من طبيب وطني إلى قومي مسعور ومخيف... يرمز إلى مصير العديد من الآخرين".

## دوره في الإبادة الجماعية للأرمن
كان ناظم شخصية بارزة في «تتريك الدولة العثمانية». كما كان عضوًا في المنظمة الخاصة في تركيا. لقد شارك العديد من أعضاء هذه المنظمة في النهاية في الحركة الوطنية التركية ولعبوا أدوارًا خاصة في الإبادة الجماعية للأرمن.
في خطاب ألقاه خلال الملاحظات الختامية لاجتماع جمعؤة الاتحاد والترقي، قال الدكتور ناظم:
وتابع بالقول «الإجراء هذه المرة سيكون إبادة تامة - من الضروري ألا ينجو أرميني واحد من هذا الإبادة».
خلال أحد الاجتماعات السرية لتركيا الفتاة، نُقل عن الدكتور ناظم قوله: «المذبحة ضرورية. يجب القضاء على جميع العناصر غير التركية، أيًا كانت الأمة التي ينتمون إليها». في فبراير 1915، أي قبل شهرين من بدء الإبادة الجماعية للأرمن، أعلن الدكتور ناظم سياسة حكومية جديدة «ستؤدي إلى إبادة تامة» والتي ستكون «ضرورية لعدم بقاء أي أرمني». وقد لوحظ أنه قال أن على الدولة العثمانية أن «تحرر الوطن الأم من تطلعات هذا الجنس الملعون» عند الإشارة إلى الأرمن.
هرب ناظم بعد ذلك من الدولة العثمانية إلى ألمانيا في أكتوبر 1918. وبسبب دوره في الإبادة الجماعية للأرمن، حُكم على الدكتور ناظم بالإعدام غيابيًا من قبل المحاكم العسكرية التركية العثمانية في الأعوام 1919 و1920، لكن هذا لم ينفَّذ بسبب فراره إلى برلين. انتقل إلى جمهورية تركيا التي تأسست حديثًا في عام 1922 ولم يُعدم على الإطلاق بسبب جرائمه ضد الأرمن. ومع ذلك، تم إعدامه في النهاية لمحاولته اغتيال مصطفى كمال أتاتورك في عام 1926.